# Esencias
Esencias es el álbum debut de la cantante chilena Gianina Ramos, lanzado el año 2004. Este mezcla versiones renovadas de arias de ópera y baladas europeas. Con este disco, fue nominada a los premios APES en la categoría "Artista Revelación".
El sonido del álbum es bastante variado. Por ejemplo, "Madame Butterfly" tiene fuertes influencias de New Age, "Por Probarlo Todo" es una canción pop, "Te Dejas Querer" es una emocionante balada y "Nadie Duerma" carece de toda percusión, solo acompañada de arreglos orquestales; sin embargo, todas las canciones logran conectarse a través de los arreglos de coro que resuenan durante todo el álbum.

## Videoclip
La canción escogida para realizar el videoclip fue "La Reina de la Noche", la canción más pesada del álbum, el cual fue dirigido por Adrián Ríos. Este fue lanzado el año 2005.
En él se puede ver a Gianina cantando y bailando en distintas locaciones de una antigua casona, con varios vestidos blancos y uno rosado. El concepto, propiamente tal, del video es bastante ambiguo, por lo que su contenido queda a la interpretación personal.

## Lista de canciones[1]
| N.º | Título                              | Escritor(es)                                      | Duración |  |
| 1.  | «Amistad»                           |                                                   | 3:38     |  |
| 2.  | «Habanera»                          | Georges Bizet                                     | 2:55     |  |
| 3.  | «Te Dejas Querer»                   | Thierry Geoffroy, Christian Vié                   | 4:14     |  |
| 4.  | «Por Probarlo Todo»                 | Frédéric Doll, Volodia                            | 3:13     |  |
| 5.  | «Nadie Duerma»                      | Giacomo Puccini                                   | 3:25     |  |
| 6.  | «No Olvidaré lo que Vivimos Juntos» | Antoine Angelelli, Gérard Capaldi, Bruno Grimaldi | 4:18     |  |
| 7.  | «Madame Butterfly»                  | Giacomo Puccini                                   | 3:55     |  |
| 8.  | «Amarte Ya»                         | Lara Fabian, Rick Allison                         | 4:04     |  |
| 9.  | «La Reina de la Noche»              | Wolfgang Amadeus Mozart                           | 4:03     |  |
| 10. | «Habanera (en francés)»             | Georges Bizet                                     | 2:55     |  |
| 11. | «Madame Butterfly (en italiano)»    | Giacomo Puccini                                   | 3:55     |  |